# Глинский, Пётр Евстигнеевич
Пётр Евстигнеевич Глинский (21 декабря 1901, сл. Николаевская — 9 ноября 1952, Москва) — советский военачальник, генерал-майор (1940). Участник Гражданской и Великой Отечественной войн. Начальник штабов 24-й армии, 4-й ударной армии и 26-й армии.

## Биография
Родился в 1901 году в слободе Николаевской ныне Волгоградской области в крестьянской семье. В рядах Красной Армии с 1918 года, принимал участие в Гражданской войне. В августе 1919 года вступил в ряды ВКП(б). В 1922 году, сразу после окончания Гражданской войны обучался в дивизионной школе 32-й стрелковой дивизии. С сентября 1922 года командир отделения дивизионной школы 32-й стрелковой дивизии. В 1923 году занимал должность помощника командира взвода 95-го Волжского стрелкового полка.
С марта 1924 был командиром роты 98-го Самарского стрелкового полка. С августа 1927 года был на должности помощника командира роты 32-го стрелкового  полка. В сентябре 1927 года переведен на должность командира 7-й роты 29-го стрелкового полка 10-й стрелковой дивизии Северного края.
В апреле 1931 года заступил на должность начальника 1-го отделения штаба 4-й отдельной кавалерийской дивизии, позже стал начальникkv 5-го отдела штаба 4-й Ленинградской кавалерийской дивизии имени К.Е. Ворошилова. В 1933 году был начальником 3-й части штаба 3-го кавалерийского корпуса им. БССР.
С 1934 по 1936 год проходил обучение в Военной академии РККА имени М.В.Фрунзе. В 1939 году получил должность заместителя начальника штаба Сибирского военного округа. С 30 декабря 1939 года до начала Великой Отечественной войны был начальником штаба Сибирского военного округа.
Во время войны, с 26 июня 1941 года по 6 августа 1941 года был начальником штаба 24-й армии. В 1942 году начальник штаба Орловского военного округа. Осужден на 5 лет за сдачу Орла. Судимость снята в 1943 году. 
С 31 мая 1942 года по 25 июня 1943 года занимал аналогичную должность в штабе 4-й ударной армии. С 25 июня 1943 года исполнял должность заместителя начальника штаба Главкома Советских войск на Дальнем Востоке.
Со 2 июня 1944 года по 14 марта 1945 года возглавлял штаб 26-й армии. 
Умер 9 ноября 1952 года.

## Награды
- Медаль «ХХ лет РККА» (22.02.1938)
- Орден Красной Звезды (дважды, 1941 и 1949 годы)
- Орден Красного Знамени (03.11.1944)
- Орден Ленина (21.02.1945)
- Орден Великой Отечественной войны 1-й степени (23.09.1945)